# Cyanixia socotrana
Cyanixia socotrana är en irisväxtart som först beskrevs av Joseph Dalton Hooker, och fick sitt nu gällande namn av Peter Goldblatt och John Charles Manning. Cyanixia socotrana ingår i släktet Cyanixia, och familjen irisväxter. Inga underarter finns listade i Catalogue of Life.